# نارنجه
نارنجه؛ رواية للكاتبة العمانية جوخة الحارثي، حازت على جائزة السلطان قابوس للثقافة والفنون والآداب عام 2016. يتميز غلاف الرواية و عنوانها بالنارنجه، الثمرة الحامضة والتي تمثل الرمز المشترك بين شخصيات وأحداث الرواية التي تنسجم مع البيئة العمانية. ً.

## أحداث الرواية
تُسرد الرواية بمنظور "زهور" الفتاة المبتعثه للدراسة في بريطانيا، والتي تعشق جدتها "بنت عامر". هذه الجدة المُهيبه، القوية، التي واجهت ظروف الحياة بحلم بسيط وهو أن تمتلك مزرعة، تعيش "بنت عامر" كمدبرة منزل لتقوم بالدورين: الأم و الجده، ونتابع مع "زهور" كيف تتوالى الأحداث حتى وفاة جدتها، وكيف تتصرف "بنت عامر" في بعض المواقف الشديده، لتبقى نموذجاً للمرأة العمانية الحنون، والقوية في ذات الوقت.